# Rocca (série télévisée)
Pour les articles homonymes, voir Rocca.
Le Triplé gagnant
Rocca est une série télévisée policière française en quatre épisodes de 90 minutes créée par Joël Houssin et diffusée entre le 17 juin 1993 et 1995. C'est une suite dérivée de la série Le Triplé gagnant diffusée entre 1989 et 1992.

## Synopsis
Commissaire de police à Marseille, Rocca enquête sur diverses affaires avec l'aide de jeunes inspecteurs.

## Distribution
- Raymond Pellegrin : le commissaire Rocca
- Souad Amidou : l'inspecteur Fred Dubreuil
- Jan Rouiller : l'inspecteur Sylvain Legoff
- Henri Guybet : Napo

## Épisodes
1. Les Dératiseurs
2. Vous vous souvenez de moi
3. Retour de flamme
4. Quartier sud
5. Coup de cœur
6. L'Enfant d'Arturo